# Nizip (stad)
Nizip (Osmaans-Turks: نزيب Nizīb, Arabisch: نسيب Nisīb) is een stad in het zuidoosten van Turkije.
Het is de hoofdstad van het district Nizip. De stad ligt op 45 km van de provinciehoofdstad Gaziantep, 95 km van Şanlıurfa (historisch bekend als Edessa) en 35 km van Karkamış (historisch bekend als Europus).

## Geschiedenis
Nizip ligt niet ver van de antieke stad Zeugma en van de antieke vesting Rumkale, wat "Romeins Kasteel" betekent. Bijzonder aan de site van Zeugma zijn de talrijke, goed bewaarde mozaïeken die er opgegraven zijn en die mythologische taferelen uitbeelden. Deze mozaïeken zijn tentoongesteld in het museum van Gaziantep.
De stad wordt vaak verward met Nusaybin omdat beide steden vroeger een gelijkaardige naam hadden, respectievelijk Nisibis en Nisibin. Deze verwarring is zelfs tot betrouwbare encyclopedieën doorgedrongen. Nochtans bevindt Nizip zich aan de oevers van de Eufraat, terwijl Nusaybin aan de Tigris gelegen is.
Op 24 juni 1839 vond in het platteland bij Nizip een veldslag plaats tussen het Ottomaanse Rijk en Egypte, dat destijds bestuurd werd door Mohammed Ali Pasja. Deze veldslag staat bekend als de Slag bij Nezib.
- Library of Congress Control Number: no95028071
- Nationale Bibliotheek van Israël: 987007533469705171
- Virtual International Authority File: 151566922
- WorldCat: E39PBJyMmrgw3GFkcKFFRFY3wC